# Онтаріо (Нью-Йорк)
Онтаріо (англ. Ontario) — місто (англ. town) в США, в окрузі Вейн штату Нью-Йорк. Населення — 10 446 осіб (2020).

## Демографія
Згідно з переписом 2010 року, у місті мешкало 10 136 осіб у 3960 домогосподарствах у складі 2898 родин. Було 4145 помешкань
Расовий склад населення:
| - 96,7 % — білих - 1,2 % — чорних або афроамериканців - 0,5 % — азіатів - 0,2 % — корінних американців |

До двох чи більше рас належало 1,0 %. Частка іспаномовних становила 1,6 % від усіх жителів.
За віковим діапазоном населення розподілялося таким чином: 23,7 % — особи молодші 18 років, 63,7 % — особи у віці 18—64 років, 12,6 % — особи у віці 65 років та старші. Медіана віку мешканця становила 42,1 року. На 100 осіб жіночої статі у місті припадало 98,1 чоловіків;  на 100 жінок у віці від 18 років та старших — 96,8 чоловіків також старших 18 років.
Середній дохід на одне домашнє господарство  становив 76 064 долари США (медіана — 61 951), а середній дохід на одну сім'ю — 85 023 долари (медіана — 69 525). Медіана доходів становила 50 992 долари для чоловіків та 39 457 доларів для жінок. За межею бідності перебувало 4,7 % осіб, у тому числі 3,1 % дітей у віці до 18 років та 2,8 % осіб у віці 65 років та старших.
Цивільне працевлаштоване населення становило 5430 осіб. Основні галузі зайнятості: освіта, охорона здоров'я та соціальна допомога — 27,2 %, виробництво — 20,9 %, роздрібна торгівля — 12,0 %, будівництво — 7,6 %.